# Sainte-Foy (Sekwana Nadmorska)
Sainte-Foy – miejscowość i gmina we Francji, w regionie Normandia, w departamencie Sekwana Nadmorska.
Według danych na rok 1990 gminę zamieszkiwało 405 osób, a gęstość zaludnienia wynosiła 60 osób/km² (wśród 1421 gmin Górnej Normandii Sainte-Foy plasuje się na 527. miejscu pod względem liczby ludności, natomiast pod względem powierzchni na miejscu 551.).